# Neoserica padangensis
Neoserica padangensis är en skalbaggsart som beskrevs av Moser 1916. Neoserica padangensis ingår i släktet Neoserica och familjen Melolonthidae. Inga underarter finns listade i Catalogue of Life.